# Recommerce
 (septembre 2022).
Si vous disposez d'ouvrages ou d'articles de référence ou si vous connaissez des sites web de qualité traitant du thème abordé ici, merci de compléter l'article en donnant les références utiles à sa vérifiabilité et en les liant à la section « Notes et références ».
Le recommerce ou commerce inversé, désigne la revente de biens d'occasion entre deux entités au moyen d'Internet ou via des réseaux de distribution physiques. 
Le terme avait été introduit par Martin Tobias sur le site d’information technologique Xconomy (en) en octobre 2008 et a fait son apparition en France en février 2010 dans le journal Les Échos de février 2010.
En octobre 2011, Trendwatching, société indépendante d’étude de tendances, a publié un article présentant le recommerce comme une nouvelle tendance permettant aux consommateurs de revendre leurs biens aussi facilement qu’ils les achètent .
Le recommerce ne se limite pas à la récupération des produits des particuliers. Dans leur démarche environnementale et sociétale, les entreprises utilisent des solutions recommerce pour valoriser les produits usagés dont elles ne font plus usage.
Différentes sociétés privées composent le marché du recommerce : e-Recycling Corps (Ex FlipSwap & Zone Impact - US), Gibert (FR), Kiwibook (FR), Recommerce Solutions (FR), Discoo (FR), CertiDeal (FR), Gazelle (US), DataServ Group (GE), Rebuy (GE), Momox (GE), musicMagpie (UK), Wirkaufen (GE), Mazuma (UK), Envirofon (UK), Regenersis (UK), WestOne (UK). Ils fournissent des solutions BtoB (en ligne ou en magasin) pour les opérateurs, les constructeurs et les distributeurs ou des sites web BtoC pour les consommateurs finaux.
La marque appartient à la société française Recommerce Group,.

## Mode de fonctionnement
Le recommerce permet à l’utilisateur de revendre un bien :
- en proposant un prix de rachat garanti au détenteur du produit ;
- en organisant la logistique retour du produit. Le plus souvent, les frais logistiques sont pris en charge par le recommerçant ;
- en contrôlant l’état du produit dans un atelier spécialisé ;
- en remettant sur le marché de l'occasion les biens fonctionnels et en recyclant les déchets.

Cette forme de revente permet également aux vendeurs de s'affranchir de certains obstacles inhérents aux caractéristiques des places de marché en permettant un rachat simplifié, immédiat et à valeur garantie.

## Typologie des produits rachetés
Parmi les principaux biens rachetés par des sociétés recommerce, on peut citer :
- Les appareils technologiques au cycle de consommation accéléré : les téléphones mobiles, les smartphones, les téléviseurs, les consoles de jeux vidéo, les GPS, les caméras vidéo, etc.
- Les biens de consommation non durables : les rasoirs jetables, les jeans, les bouchons de liège, les collants, les lunettes de vue, les montres, etc.
- les biens culturels :  livres, CD, DVD, etc.
- les bijoux :  or, argent, etc.

Un grand nombre d’acteurs ont lancé leur solution recommerce. Parmi eux, on compte des distributeurs, les e-commerçants, des chaines de grande distribution et des banques. En 2021, le marché du reconditionné de smartphones était estimé à 2,6 millions d'unités vendues en France.

## Les différents positionnements marketing de recommerce
On distingue :
- Le recommerce utilisé comme mode de financement permet de rétribuer le vendeur en cash ou sous forme de bon d’achat.
- Le recommerce solidaire correspond à la reprise d'un tel produit en proposant à ses détenteurs de partager ou redistribuer la valeur résiduelle du produit à une association ou à une cause sociale (ex: micro-crédit, insertion).
- Le recommerce écologique concerne la reprise de produits présentant une forte capacité à polluer par une solution assurant une réparation ou un recyclage respectant la réglementation.

## Intérêt
De nombreuses études démontrent que la consommation des ménages est la principale cause de l’épuisement des ressources naturelles, tant il est vrai que la fabrication, le transport, la distribution et l’usage d’un produit revêtent d’évidents effets négatifs.
La réutilisation d’un produit se positionne comme une alternative efficace à la non-consommation de ressources rares et à la réduction de l’empreinte écologique des produits.
En exploitant les bonnes pratiques du e-commerce et l'implantation géographique des points de vente, le recommerce a rendu mondial et simplifié ce que les ressourceries et les dépôts-vente faisaient localement et avec beaucoup de contraintes pour le détenteur.
Lorsqu'il revend son bien usagé à l'aide d'une offre recommerce, la détenteur augmente son pouvoir d'achat pour l'acquisition d'un produit neuf.

## Les facteurs de développement
La demande de solutions permettant aux consommateurs de se séparer proprement des produits, la simplicité d’utilisation du service mais surtout, le repositionnement des offres de reprise visant à rétribuer financièrement le détenteur, ont considérablement accéléré le développement du recommerce dans les pays développés.
En France, l'essor du recommerce est en partie favorisé par la loi Grenelle II qui stipule que quand ils sont vendus sous la seule marque d'un revendeur, ce dernier doit  « pourvoir ou contribuer à la collecte, à l'enlèvement et au traitement des déchets d'équipements électriques et électroniques en substitution de la personne qui fabrique, importe ou introduit sur le marché national ces équipements (...) quelle que soit la technique de vente utilisée, notamment la vente à distance et la vente électronique » .

## Enjeux du recommerce
Le recommerce nécessite une organisation particulière sur de nombreuses fonctions : gestion logistique, système d'information, relations client, prix, contrôle et traitement du produit en atelier, promotion, fidélisation, revente...
Les produits fonctionnels récupérés via une solution recommerce sont généralement remis sur le marché de l’occasion par le recommerçant.
Par ailleurs, lorsque l’offre de produits d’occasion proposée par les recommerçants est supérieure à la demande locale, les recommerçants se tournent parfois vers les marchés étrangers pour revendre les produits qu’ils ont rachetés.
C’est ainsi que les recommerçants revendent une partie de leurs produits dans les pays émergents où l’accès à la technologie, accélérateur de développement économique, est réservé à une partie de la population.